# China Zorrilla (Schiff)
Die China Zorrilla ist eine Elektrofähre, die 2025 vom Stapel lief. Nach Indienststellung wird sie die größte Elektrofähre der Welt sein.
Die Schnellfähre wird von der Reederei Buquebus auf dem Río de la Plata zwischen den Häfen Buenos Aires in Argentinien und Colonia in Uruguay eingesetzt werden.
Die Fähre wurde nach der in beiden Staaten beliebten uruguayischen Schauspielerin, Regisseurin und Kultfigur Concepción „China“ Zorrilla (1922–2014) benannt.

## Technische Beschreibung
Die Fähre wird von acht Elektromotoren mit zusammen 17.600 kW Leistung angetrieben, die auf acht Wasserstrahlantriebe wirken. Die Motoren werden von einem Energiespeichersystem mit einer Kapazität von rund 43 Megawattstunden gespeist.